# ヴィーキング級潜水艦
ヴィーキング級潜水艦（英文：Viking class submarine）はスウェーデン海軍がかつて開発中だった次世代の通常動力攻撃型潜水艦。

## 概要
元々は、デンマーク、ノルウェーを含む3ヶ国共同開発プロジェクトであった。1997年に計画が始まり、2009年から2016年にかけて、スウェーデン2隻、デンマーク4隻、ノルウェー4隻の取得を予定してプロジェクトが進められたが、財政難のためノルウェーとデンマークが脱退を表明したため、プロジェクトの先行きは不透明で、その後中止された。
開発はゴトランド級潜水艦やコリンズ級潜水艦を参考に行われ、非大気依存推進機関（AIP）としてスターリングエンジンを採用している。また、秘匿性も向上しており、兵器の種類も魚雷と機雷だけでなく巡航ミサイルも装備。水中行動可能時間は従来の倍程度とされるので、おそらく1ヶ月ほど連続して潜航を続けることが可能であると考えられる。
コックムス造船所では中止されたヴィーキングの技術を流用して新しい潜水艦の建造を計画している。この計画はA26と呼ばれる。
スウェーデン海軍は2015年に初期の2隻の潜水艦を新しい2隻のヴィーキング級で置き換える予定だった。スウェーデンは防衛予算の50%を購入に使う予定だった。

## 諸元(予定)
- 排水量：1,350t～1,650t
- 全長：50m～60m
- 全幅：6.7m
- 全高：11m
- 速度：不明
- 航続距離：不明
- 兵装：魚雷、機雷、巡航ミサイル
- 乗員：20～22名